# Ле-Френ-Камийи
Ле-Френ-Камийи́ (фр. Le Fresne-Camilly) — коммуна во Франции, находится в регионе Нижняя Нормандия. Департамент коммуны — Кальвадос. Входит в состав кантона Крёлли. Округ коммуны — Кан.
Код INSEE коммуны — 14288.

## Население
Население коммуны на 2010 год составляло 827 человек.
| 1962 | 1968 | 1975 | 1982 | 1990 | 1999 | 2010 |
| ---- | ---- | ---- | ---- | ---- | ---- | ---- |
| 450  | 434  | 464  | 685  | 696  | 787  | 827  |

## Экономика
В 2010 году среди 558 человек трудоспособного возраста (15—64 лет) 411 были экономически активными, 147 — неактивными (показатель активности — 73,7 %, в 1999 году было 76,9 %). Из 411 активных жителей работали 384 человека (195 мужчин и 189 женщин), безработных было 27 (14 мужчин и 13 женщин). Среди 147 неактивных 52 человека были учениками или студентами, 64 — пенсионерами, 31 были неактивными по другим причинам.